# Анна Екстрем
Анна Ельза Гунілла Екстрем (при народжені — Джонсон; швед. Anna Elsa Gunilla Ekström) — шведська політична діячка і юристка. Міністерка середньої освіти, навчання для дорослих та тренувань з 2016 року, членкиня Соціал-демократичної партії Швеції.

## Біографія
Народилась 23 червня 1959 року.
Юристка за освітою. Під час навчання працювала у студентській раді в Шведській конфедерації професійних асоціацій (SACO), організацій, що представляють професійне самоврядування. У першій половині 1990-х років працювала в трудовому суді, а в 1997—1998 роках в кабінеті прем'єр-міністра. У 1998 році вона була призначена державною секретаркою у Міністерстві промисловості на чолі з Моною Салін.
У 2011 році призначена генеральною директором Національного агентства освіти (Skolverket).
13 вересня 2016 року отримала посаду міністерки середньої освіти, навчання для дорослих та тренувань у кабінеті Стефана Левена.
У 2015 році вона разом з Гораном Хенглунном взяла участь у шоу на каналі SVT På spåret, вони посіли друге місце.